# The Orion
The Orion este o clădire rezidențială de 58 de etaje ce se află în New York City.